# Таиланд на летних Олимпийских играх 1976
Таиланд принимал участие в Летних Олимпийских играх 1976 года в Монреале (Канада) в седьмой раз за свою историю и завоевал одну бронзовую медаль. Сборную страны представляли 42 участника, из которых 3 женщины.

## Бронза
- Бокс, мужчины — Паяо Поонтарат.